# Charles Morren
Charles François Antoine Morren, född 3 mars 1807 i Gent, död 17 december 1858 i Liège och begravd i Cimetière de Robermont (Robermont-kyrkogården i Liège, 50° 38' 2,0" N; 5° 36' 34,9" E).
Han var en belgisk botaniker och trädgårdsman och far till Édouard Morren.
Auktorsnamnet C.Morren kan användas för Charles Morren i samband med ett vetenskapligt namn inom botaniken; se Wikipediaartiklar som länkar till auktorsnamnet.

## Karriär
Redan vid mycket unga år var Morren verksam som författare inom bland annat botanik, zoologi och paleontologi. Han efterlämnade ett stort antal skrifter inom många grenar av botaniken.
Han intresserade sig särskilt för Spermatophytes (fröväxter).
- 1829 Fil dr med avhandlingen Specimen academicum, exhibens tentamen biozoogeniae generalis med disputation i Gent 1829–12–14.
- 1831 Lärare i fysik a) vid universitetet i Gent.
- 1835 tillförordnad professor i botanik vid universitetet i Liège och tillförordnad professor i zoologi. Samtidigt studerade han medicin.
- 1837 ordinarie professor i botanik
- 1842 ordinarie professor i jordbruk
- 1855 – 1856 föreståndare för Jardin botanique de l'Université de Liège

––––––––––

a) Fysik var på den tiden en sammanfattande benämning på allt inom kemi, biologi och geovetenskap.
- 1835 korresponderande ledamot i Académie royale des Sciences et Belles-Lettres de Bruxelles
- 1836 invald till ledamot i Leopoldina (Deutsche Akademie der Naturforscher)
- 1838 fullvärdig ledamot av Académie royale des Sciences et Belles-Lettres de Bruxelles

Morren var en duktig trädgårdsmästare, och lyckades 1836 anlägga en vaniljodling, som gav skörd varje år.
Vanilj fördes till Europa på 1500-talet, men det var länge ett mysterium hur vanilj pollinerades.
Vaniljens ursprungsland är Mexiko, där den pollineras av gaddlösa bin av släktet Melipona, som finns bara där. Morren upptäckte det, och han utarbetade en metod att pollinera vanilj manuellt, vilket var förutsättningen för frukt i hans belgiska odling.
Morren var den som 1849 myntade termen fenologi.

## Publikationer
Morren grundade tidskriften La Belgique horticole, journal des jardins et des vergers 1850 och var dess redaktör för numren 1 – 7 (1851 – 1857). Sammanlagt utkom denna tidskrift under åren 1851 – 1885 med 35 nummer. Några av de arter, som beskrivits där, finns avbildade i avsnitt Bilder nedan.
Han grundade även flera andra liknande tidskrifter behandlande jordbruk och lantbruksvetenskap.
- 1835 Essai sur l'influence de la lumière dans la manifestation des êtres organisés
- 1838 Recherches sur le mouvement et l'anatomie du Stylidium graminifolium
- 1841 Études d'anatomie et de physiologie végétales
- 1841 – 1844 Dodonaea, ou Recuil d'observations de botanique
- 1844 Notions élémentaires de sciences naturelles
- 1846 Discours sur de fleurs nationales de Belgique et sur l'utilité de créer des jardins historiques destinés à l'enseignement de l'histoire de la patrie. (Ett föredrag hållet 1846–12–17.)
- 1850 Fuchsia, ou Recuil d'observations botanique
- 1851 Lobelia, ou Recuil d'observations botanique
- 1853 Souvenirs phénologiques de l'hiver 1852 – 1853. (Bulletin de l'Académie royale des Sciences, des Lettres et des Beaux-Arts de Belgique, band XX, sidorna 160 – 186.)

Denna vinter var ovanligt varm, vilket resulterade i märkliga fenologiska mönster hos växterna.

## Bilder

Urval växter, som beskrivits i La Belgique horticole, journal des jardins et des vergers
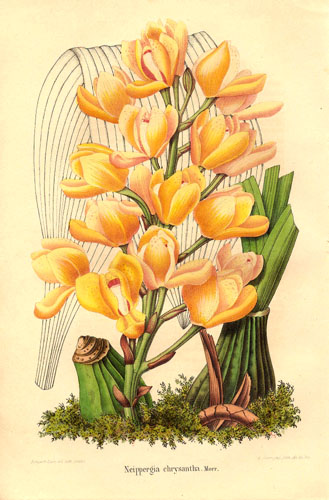
Acineta chrysantha (C.Morren) Lindl.
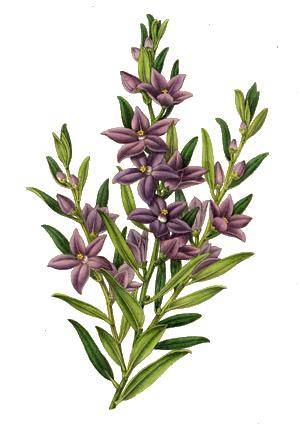
Crowea latifolia Andr.
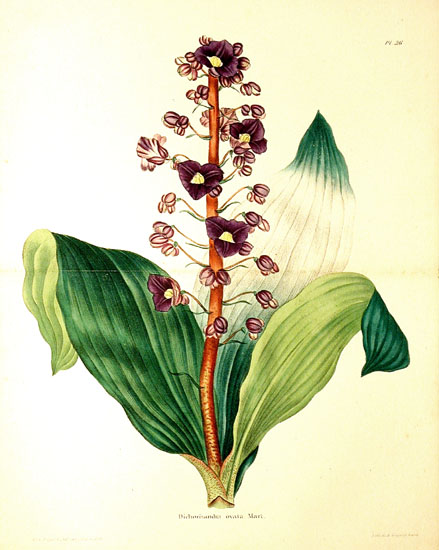
Dichorisandra aubletiana Mart.
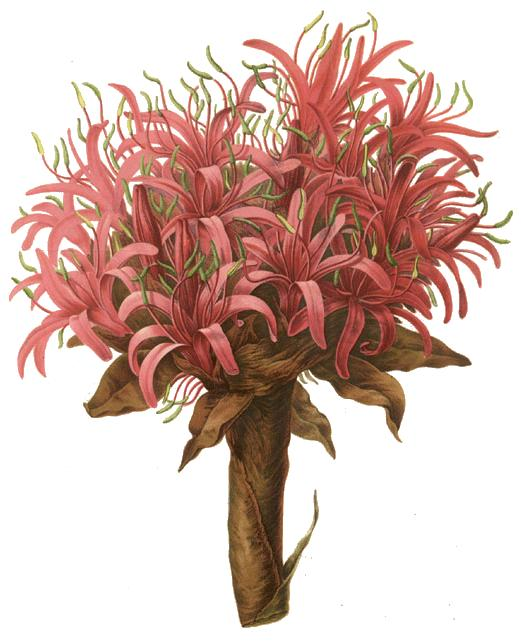
Doryanthes exelsia
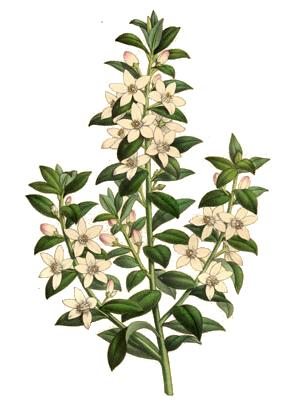
Eriostemon myoporoides
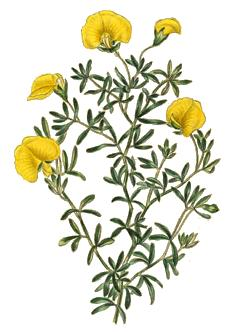
Gompholobium virgatum DC.
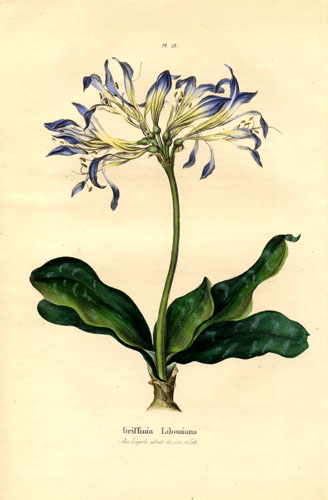
Griffinia liboniana E.Morren
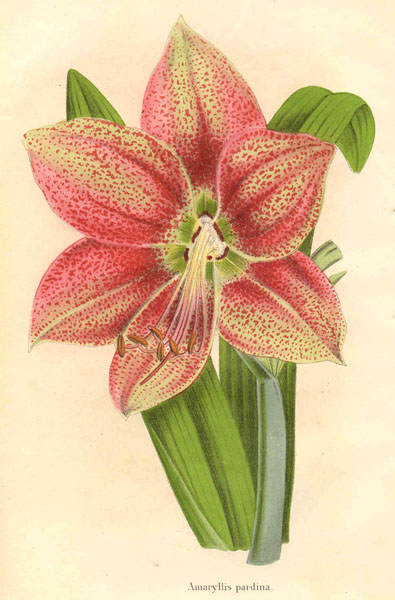
Hippeastrum pardinum Dombrain
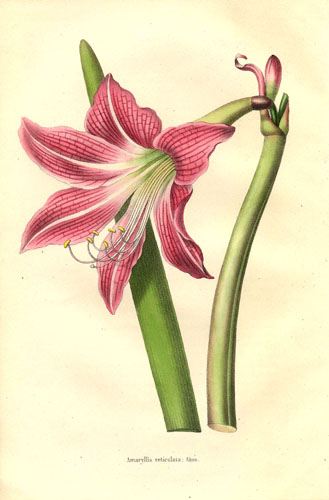
Hippeastrum reticulatum (L'Heritier) Herb.
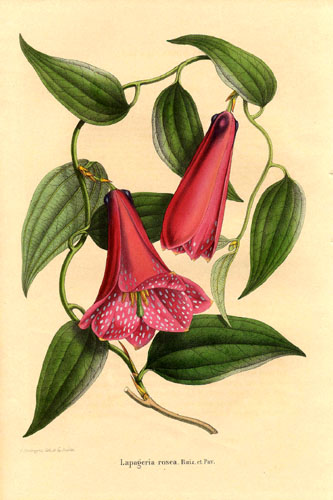
Lapageria rosea Reis & Par.
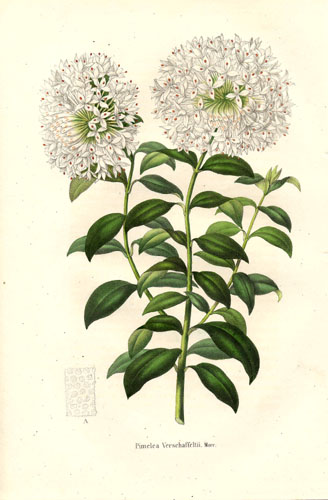
Pimelea verschaffeltii C.Morren
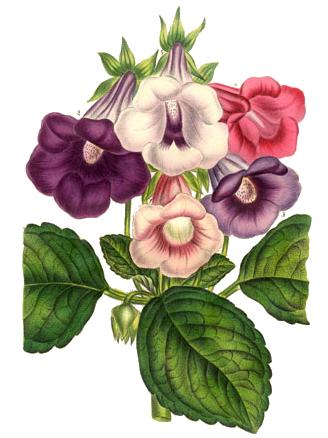
Sinningia speciosa (Lodd.) Hiern
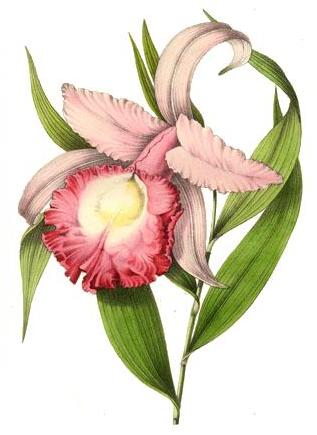
Sobralia macrantha
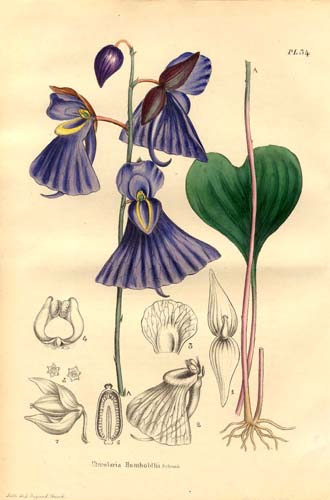
Utricularia Humboldtii